# 源陟子
源 陟子（みなもと の ただこ、生没年不詳）は、平安時代の女性。藤原彰子の宣旨。

## 経歴
源伊陟(醍醐天皇の孫)の娘。歌才に優れていたとされ、『栄花物語』によれば和泉式部が彰子へ贈った歌に対し、陟子が代詠したこともあった。また『紫式部日記』では部下の紫式部からその美貌を讃えられており、藤原定頼も源陟子に言い寄ったとされる。
のちに後朱雀天皇の乳母となった。

## 関連作品
テレビドラマ
- 光る君へ（2024年、NHK大河ドラマ、演：小林きな子）
- 紫式部のスマホ（2024、NHK、演：宮澤佐江）